# Bataille de Courtrai (1302)
Pour les articles homonymes, voir Bataille de Courtrai.
Guerre de Flandre (1297-1305)
Batailles
- Furnes (1297)
- Lille (1297)
- Bruges (1302)
- Courtrai (1302)
- Lille (1302)
- Arques (1303)
- Zierikzee (1304)
- Mons-en-Pévèle (1304)
- Lille (1304)

La bataille de Courtrai de 1302, également connue sous le nom de bataille des Éperons d'or (en néerlandais : Guldensporenslag), opposa, le 11 juillet 1302, près de Courtrai, l'armée du roi de France Philippe le Bel surnommée les leliaerts (en français : les hommes du lys) aux milices communales flamandes surnommées les klauwaerts (en français : les hommes de la griffe du lion).
La bataille se solde par une victoire des milices flamandes contre les troupes du roi de France.
Après un premier échange de flèches et une charge de fantassins, l’armée du roi du France prend l’avantage dans un premier temps, entraînant la retraite des Flamands. Certains de leur victoire, les chevaliers français s’élancent alors avec précipitation et chutent dans des fossés où était cachés une partie des troupes flamandes. 
Embourbés et dans l’impossibilité de manœuvrer, les chevaliers français sont alors massacrés par les combattants flamands.
Au cours du massacre, les milices flamandes enlèvent aux chevaliers leurs éperons d'or afin de les ramener comme trophée, ce qui donna son nom à la bataille.
Celle-ci est devenue par la suite un symbole de l’identité flamande.

## Préalable
L'industrie textile faisait la prospérité du comté de Flandre, principauté du nord du royaume de France. Elle utilisait la laine, essentiellement importée des royaumes britanniques. Les artisans tisserands et commerçants, puis à leur suite le comté entier, se retrouvèrent donc dans une situation délicate lorsque le roi de France Philippe le Bel déclara la guerre à l'Angleterre pour prendre le contrôle de l'Aquitaine, en mai 1294.
Gui de Dampierre, comte de Flandre et jusque là vassal dévoué de Philippe le Bel malgré une ingérence de plus en plus grande du parlement de Paris dans les affaires internes de la Flandre, continua des négociations avec Édouard Ier, roi d'Angleterre, en vue d'un mariage entre les deux dynasties, ce qui revenait à rejoindre implicitement l'adversaire de son suzerain. Convoqué à Paris en septembre 1294 pour une autre affaire, il avoua ce projet au roi de France, qui l'emprisonna avec deux de ses fils jusqu'en février 1295, tout en l'obligeant à rompre la promesse de mariage. En 1297, ralliant les liébaerts, faction antifrançaise, le comte de Flandre se déclare dégagé de toute obligation féodale avec Philippe le Bel. C'est le début de la guerre de Flandre, qui va rapidement tourner à l'avantage du roi de France.
Les Français occupent l'entièreté du comté, ce qui va amener à une importante révolte de la part des Flamands. Après le massacre des « Matines de Bruges » en mai 1302, les rebelles klauwaerts tenaient le pays sauf deux places fortes importantes, Cassel et Courtrai.

## Bataille

### Approche
La ville de Courtrai fut prise par Gui de Namur (fils du comte de Flandre) dans les premiers jours de juillet et la garnison française se réfugia dans le château. Pendant ce temps, le roi Philippe le Bel avait levé une armée et envoya une forte avant-garde à la tête de laquelle se trouvait le comte Robert d'Artois.
Guillaume de Juliers (petit-fils du comte de Flandre et archidiacre de Liège) rejoignit alors son oncle Gui de Namur au siège de Courtrai. Le 8 juillet 1302, les deux armées se firent face. Les forces en présence étaient déséquilibrées.

### Armée française
L'armée française, les « leliaerts » (en français : les hommes du lys), commandée par le comte Robert d'Artois, était constituée d'archers, de fantassins et de cavaliers. 
Les « leliaerts » étaient appuyés par les combattants du duché de Brabant de Godefroy de Brabant et les Hennuyers de Jean Sans-Merci.
La cavalerie était composée de dix corps (regroupés en trois formations) commandés entre autres par: le connétable Raoul de Nesle, Godefroid de Brabant et Robert d'Artois; sans compter l'arrière-garde laissée en réserve sous les ordres de Gui de Châtillon, comte de Saint-Pol et gouverneur de Flandre. Les troupes françaises s'amassèrent dans la plaine de Groeninghe. Le comte Robert d'Artois, sûr de la victoire, rejeta la suggestion de contourner l'armée flamande.

### Troupes flamandes
Les troupes flamandes, les « Klauwaerts » (en français : les hommes de la griffe du lion), venant en grande majorité de Bruges et pour environ un tiers, de la Flandre orientale, étaient composées d'hommes à pied munis notamment du goedendag, lourde lance hérissée d'une pointe métallique. 
Ces milices étaient bien équipées, et certaines bien entraînées. 
Elles étaient appuyés par des milices venues de Zélande et de Namur (peut-être), de Luxembourg, de Liège, d'Allemagne et d'Angleterre.
Les troupes furent confiées au commandement de Pieter de Coninck, Gui de Namur et Guillaume de Juliers. Les milices flamandes furent aussi aidées de corps brabançons sous les ordres de Jean de Cuyck et de Goswin de Goidsenhoven,,.
Ces troupes prirent position sur un plateau bordé par la Lys d'une part et des marécages d'autre part, le long d'un fossé (canal creusé par les Flamands ? Rivière ?) en demi-lune. Derrière eux se trouvaient les murailles du château de Courtrai.
Ce « fossé en demi-lune » était probablement un ancien méandre de la Lys. Les deux extrémités du méandre se sont progressivement ensablées, résultant en une « demi-lune » d'eau stagnante, sans communication directe avec la rivière cependant toute proche. Il s'agit là d'un phénomène géologique de l'ère quaternaire assez courant dans tout « plat pays ». Pour une bataille comme celle décrite ci-dessous, ce type de terrain donnait un avantage évident aux combattants locaux, surtout qu'ils étaient à pied contrairement aux cavaliers dont les chevaux ne pouvaient que s'embourber dans un terrain argileux, fort humide, glissant, et entouré de toutes parts par des fossés et de petites mares.

### Forces des deux camps en question
Les ouvrages récents s'accordent à revoir à la baisse les nombres de combattants généralement cités jusque-là. Selon Van Caenegem, les forces en présence ne s'élevaient qu'à environ 8 500 de chaque côté ; et selon Fegley : entre 8 000 à 10 500 combattants flamands et jusqu'à 10 000 combattants français. (Ces chiffres sont sensiblement différents de ceux qu'on attribue aux chroniqueurs de l'époque, comme Villani (contemporain des faits), ou les Annales Gandenses du frère mineur de Gand, qui écrivait sept ans après l'action, tous les deux cités par exemple par Moke : l'un et l'autre évaluaient le nombre de combattants français à environ 50 000 mais le chroniqueur italien estimait le nombre des combattants flamands à 20 000 tandis que le frère mineur les évaluait à 60 000.)
L'armée française était donc probablement répartie en 2 500 chevaliers et écuyers, 1 000 arbalétriers, 2 000 piquiers et 3 000 fantassins.
Du côté flamand, les milices de Bruges alignaient entre 2 600 et 3 700 combattants, parmi lesquels 320 étaient arbalétriers, qui étaient dirigés par Willem van Gulik. D'Ypres venaient 1 000 combattants, dont 500 de réserve. Du Franc de Bruges venaient 2 500 hommes, et des Flandres orientales 2 500.

### Début des hostilités
Le 11 juillet au matin, les archers entamèrent les hostilités et donnèrent temporairement l'avantage à l’armée française. 
Après un échange de flèches et de carreaux d'arbalètes, les Français firent avancer leurs fantassins jusqu'au fossé.  La mêlée qui s'en suit tourne rapidement à l'avantage des Français, entraînant la débandade des Flamands.
Les chevaliers français, impatients de récolter les fruits d'une victoire qu'ils jugeaient facile, s'élancèrent avec précipitation mais chutèrent dans les fossés où était cachés une partie des troupes flamandes. 
Les chevaliers n'ayant que peu d'espace pour manœuvrer, beaucoup s'embourbèrent dans les marécages .
Les corps de cavalerie picards des deux sires de Nesles et celui des mercenaires de Jean de Burlats, suivis par les Brabançons de Godefroid de Brabant, les Normands des comtes d'Eu et d'Aumale et les Artésiens emmenés par Jean de Hainaut, et enfin Robert d'Artois, avec une partie des corps lorrains, bourguignons et champenois, s'engouffrèrent dans ce piège. 
Les chevaliers trop lourdement armés ne purent s'extirper du bourbier. Le fossé en arc de cercle les empêcha de contourner l'obstacle. L'arrière-garde, commandée par le comte de Saint-Pol, décida alors de rebrousser chemin.
Utilisant des goedendags, les Flamands stoppèrent la charge de la cavalerie française.

### Massacre des français
Les combattants flamands, peu au fait des us et coutumes de la guerre, massacrèrent les chevaliers à terre sans chercher à faire de prisonniers. Périrent ainsi dans la bataille un grand nombre de fantassins et chevaliers français dont le comte Robert d'Artois, Raoul de Nesle et son frère Guy de Nesle ; Jean de Burlats, les comtes d'Eu et d'Aumale et le chancelier Pierre Flote. Les pertes furent également très lourdes parmi leurs alliés : Jean Sans-Merci du Hainaut ; Godefroid de Brabant et son fils Jean, sire de Vierzon et châtelain de Tournai, ainsi que pratiquement tous les Brabançons,,. Au total, le nombre de pertes du côté français dut largement dépasser le millier de morts puisque, rien que dans les rangs de la noblesse, plus de 60 comtes et barons, plusieurs centaines de chevaliers et plus d'un millier d'écuyers auraient perdu la vie. Les Flamands n'auraient quant à eux eu à déplorer que quelques centaines de morts, voire pas plus de cent morts.

### Victoire des troupes flamandes
Les troupes flamandes victorieuses ramenèrent comme trophées les éperons d'or de tous les chevaliers tombés dans la bataille, ce qui donna son nom à la bataille.
Ces trophées orneront l'église Notre-Dame de Courtrai (nl) avant d'être récupérés par la France et installés à Dijon[réf. nécessaire].

## Après la bataille
Pour les Flamands, cette victoire sonna le début de leur indépendance et du sentiment national[réf. nécessaire]. Gui de Dampierre fut bientôt de retour à la tête de son comté et organisa le mouvement de libération qui gagna plusieurs grandes villes de Flandre.
Le roi Philippe le Bel sortit affaibli par cette défaite. D'une part, il y avait perdu une grande partie de sa chevalerie, ses deux maréchaux de France (Simon de Melun et Guy Ier de Clermont de Nesle), d'autre part il y avait perdu du prestige. Il eut néanmoins les moyens de faire face, même s'il dut financièrement lever des impôts pour reconstituer une armée (tant sur terre que sur mer). Il garda par la suite une grande méfiance vis-à-vis de la capacité de résistance des troupes flamandes. Deux ans plus tard, il prit néanmoins sa revanche sur mer à la bataille de Zierikzee (10 et 11 août 1304) et sur terre à Mons-en-Pévèle (18 août). La sagesse lui fit alors préférer une paix négociée, mais tout à son avantage, et la Flandre retourna, après cette revanche, sous l'autorité royale (effaçant ainsi, pour plusieurs décennies, la défaite de 1302).
Lors de la bataille de Roosebeke en 1382, les Français menés par le roi Charles VI récupérèrent les éperons perdus lors de la bataille et les placèrent dans la basilique Saint-Denis[réf. nécessaire].

## Représentations dans la peinture et la littérature
La bataille de Courtrai est immortalisée par le peintre Nicaise de Keyser (Bataille des Éperons d'or, 1836). On trouve aussi des détails de cette bataille sur les panneaux en bois d'une malle; la malle de Courtrai.
Le déroulement de la bataille est décrit de façon romancée par Henri Conscience dans son roman Le Lion des Flandres de 1838,

## Postérité
Le souvenir de cette bataille est resté présent en Flandre jusqu'à nos jours.
Selon le médiéviste Xavier Hélary, cet affrontement est devenu un symbole de l’identité flamande. Elle fut notamment utilisée au XIXème siècle comme un symbole de la lutte des Flamands contre les Wallons francophones.
Cette victoire, pourtant si ancienne, des Flamands sur la cavalerie française a acquis une valeur symbolique puisque le 11 juillet, jour anniversaire de la bataille, a été choisi comme date de la fête annuelle de la communauté flamande de Belgique.